# Перласа, Бальдомеро
Бальдомеро Перласа Перласа (исп. Baldomero Perlaza Perlaza; род. 5 июня 1992, Тулуа, Валье-дель-Каука) — колумбийский футболист, полузащитник клуба «Индепендьенте Медельин».

## Клубная карьера
Перласа — воспитанник клуба «Кортулуа». 14 ноября 2010 года в матче против «Онсе Кальдас» он дебютировал в Кубке Мустанга. По итогам сезона клуб вылетел из элиты, но игрок остался в команде. 10 апреля 2011 года в поединке против «Атлетико Букараманга» Бальдомеро забил свой первый гол за «Кортулуа». В том же году Перласа перешёл в «Атлетико Уила». 2 сентября в матче против «Реал Картахена» он дебютировал за новый клуб. В 2013 году игрок вернулся в Кортулуа. 
В начале 2014 года Перласа перешёл в «Кукута Депортиво». 28 января в матче против «Унион Магдалена» он дебютировал за новый клуб. 23 февраля в поединке против «Итагуи Леонес» Бальдомеро забил свой первый гол за «Кукута Депортиво». 
В начале 2015 года Перласа подписал контракт с «Индепендьенте Санта-Фе». 8 февраля в матче «Кукута Депортиво» против Перласа он дебютировал за новый клуб. 5 апреля в поединке против «Депортиво Пасто» Бальдомеро забил свой первый гол за «Индепендьенте Санта-Фе». В своём дебютном сезоне игрок помог команде выиграть Южноамериканский кубок, отметившись голом в матче против парагвайского «Спортиво Лукеньо». 5 мая 2017 года в поединке Кубка Либертадорес против бразильского «Сантоса» он забил гол. 
Летом 2019 года Перласа перешёл в «Атлетико Насьональ». 14 июля в матче против «Онсе Кальдас» он дебютировал за новую команду. В поединке против «Унион Магдалена» Бальдомеро забил свой первый гол за «Атлетико Насьональ». 15 апреля 2021 года в матче Кубка Либертадорес против «Либертада» он забил гол. 
Летом 2022 года Перласа перешёл в аргентинский «Колон». 2 августа в матче против «Индепендьенте» он дебютировал в аргентинской Примере. 19 февраля 2023 года в поединке против «Унион Санта-Фе» Бальдомеро забил свой первый гол за «Колон». В начале 2024 года Перласа вернулся на родину, подписав контракт с «Индепендьенте Медельин». 28 января в матче против «Депортиво Перейра» он дебютировал за новый клуб. 10 марта в поединке против «Депортес Толима» Бальдомеро забил свой первый гол за «Индепендьенте Медельин». 8 мая в матче Южноамериканского кубка против перуанского Универсидад Сесар Вальехо он забил гол.

## Карьера в сборной
В 2021 году в составе сборной Колумбии Перласа принял участие в Кубке Америки в Бразилии. На турнире он был запасным и на поле не вышел.

## Достижения
Командные
 «Индепендьенте Санта-Фе»
- Обладатель Южноамериканского кубка — 2015

В сборной
 Колумбия
- Бронзовый призёр Кубка Америки — 2021